# Orthocis subornatus
Orthocis subornatus es una especie de coleóptero de la familia Ciidae.

## Distribución geográfica
Habita en Sudáfrica.